# Playboy Online

Playboy Online

Playboy Online sau Playboy.com este un Website în internet care aparține firmei Playboy Enterprises. Ea prezintă unele conținuturi originale, sau care diferă de edițiile publicațiilor produse de "Playboy Publishing". Playboy Online se încadrează în programul de afaceri Entertainment, care este cea mai mare a parte din afacerile programelor 3 și reprezintă 60% din veniturile corporative ale firmei.